# Max Morton
Pour les articles homonymes, voir Morton.
Max Morton, né le 3 janvier 1943 à Liverpool au Royaume-Uni et mort à Schaerbeek le 1er mars 2021 est un peintre britannique.

## Biographie
Quittant le Royaume-Uni à l'âge de deux ans, Max Morton accompagne ses parents en Amérique Latine pour s'installer successivement au Chili, au Pérou et en Argentine, où il vivra son enfance et son adolescence.  Très jeune, il s'intéresse à la peinture.  Il s'initie aux techniques traditionnelles, y compris celles issues de l'art précolombien.  Il crée des couleurs très personnelles en utilisant des pigments naturels ou des couleurs anciennes. Poète et philosophe à ses heures, le peintre maîtrise à la perfection l'art de mélanger ces pigments pour obtenir la luminosité particulière de ses toiles oniriques. Artiste sans compromis, philanthrope, intellectuel, rêveur, toujours à la quête de l’expression pure et de l’émotion simple, son style inimitable et très personnel navigue entre les cultures amérindiennes anciennes, l’art abstrait, l’impressionnisme, l’expressionnisme et le fauvisme, sans pour autant chercher une étiquette précise. Loin des puristes, exempt de limites dans la conception artistique, il exprime les sentiments les plus profonds, indicibles, toujours au service du Beau. Les événements de mai 68 à Paris, furent la source d'inspiration de sa première exposition parisienne en 1973. De nombreuses expositions suivirent en France, au Maroc, en Espagne, en Australie et en Belgique. Si ses voiliers, ses thèmes favoris, irradient de force et de lumière, toutes ses toiles reflètent l'univers de ses rêves et de son désir d'évasion. Il vit depuis plus de trente ans dans la commune bruxelloise de Schaerbeek réputée pour avoir hébergé de nombreux artistes (cf. personnalités culturelles schaerbeekoises).

## Expositions 1973-2015
- Galerie Raymond Duncan, Paris, 1973
- Galeria de Arte Tur-Social, Alicante, Espagne, 1974
- Salon Culturel Exposition Col. Maristas, Espagne, 1974
- Galeria Melià, Alicante, Espagne, 1975
- Hôtel Casablanca Art Gallery, Maroc, 1975
- Galerie la Chablière, Bruxelles, 1976
- Hendels Diamanten Bank Kunst Galerij, Anvers, 1977
- Musée Horta, Bruxelles, 1978
- Centre Culturel de Boendael, Bruxelles, 1979
- Film publicitaire, Bruxelles, 1980
- Exposition Melbourne Australie, 1982
- Film "Why why not", Les Grandes Productions, Bruxelles, 1984
- Ferrera Art Deco Gallery, Bruxelles, 1986
- Salon des artistes indépendants, Paris, 1987
- Sablon (Bruxelles), 1988
- Réunion nautique de Vilvorde, 1989
- Atelier Max Morton, Bruxelles, 1992
- Compositions littéraires, Bruxelles, 2000
- Parcours d'artistes, Schaerbeek, 2002
- Schaerbeek ma découverte, à l'Espace culturel et théâtral Scarabaeus, Schaerbeek, 2003
- Art on Cows, une vache décorée pour De Ultieme Hallucinatie, Bruxelles, 2003
- Cobalt International Gallery, Bruxelles, 2004
- Atelier Camino, Bruxelles, 2005
- Exposition "It's Raining Sunshine", Square Riga, Bruxelles, 2006
- Kunst Gallerij De Lijn, Malines, 2006
- Arka Galerie, Bruxelles, 2007
- Le 250, asbl culturelle, Woluwé-St-Pierre, 2008
- Love2Arts Gallery, Anvers, 2008
- Tours et Taxi, Bruxelles, 2009
- Parcours d'artistes et présentation du livre "Confidences d'un petit violoncelle", Bruxelles 2010
- Contemporary Art Exhibition, Bruxelles, du 10 au 22 juin 2010
- Exposition et participation œuvre de charité, Bruxelles, 2012
- Parcours d'artistes, Schaerbeek, 2012
- Tours et Taxis, Bruxelles, 2013
- Contemporary Art Exhibition, Miss & Mister Art, Centre Monnaie, Bruxelles, du 26/12/2014 au 25/01/2015

## Œuvres
- Un livre publié en 2005 reprend l'ensemble de ses poèmes et de ses toiles de 1986 à 2005,  (ISBN 9-08103-641-6)
- "Confidences d'un petit violoncelle", plaquette publiée à compte d'auteur en septembre 2010 à Bruxelles